# APEJES Academy
L'APEJES Academy de Mfou, meglio noto come APEJES Academy, è una società calcistica camerunese con sede nella città di Yaoundé.

## Storia
La squadra è stata fondata nel 2006 nella capitale Yaoundé in origine come accademia calcistica per lo sviluppo dei giocatori in tenera età e sfruttare il loro talento, fino a quando nella stagione 2012 ha iniziato a prendere parte alle competizioni nazionali.
Nella sua prima stagione vinse il titolo regionale e venne promossa tra i professionisti, che era l'obiettivo principale del suo presidente, Aimé León Zang. Nel 2013, ha ottenuto la promozione nella massima serie camerunese, dalla quale milita da allora.

## Palmarès

### Competizioni nazionali
- Coppa del Camerun: 1

2016